# Самарский областной художественный музей
Сама́рский областно́й худо́жественный музе́й — музей в Самаре, Россия. Художественный отдел создан местным художником Константином Головкиным при участии группы самарских живописцев. Основой коллекции стали полотна самарских художников рубежа XIX—XX веков, а также работы мастеров русского искусства начала века. Музей имеет богатое собрание русского искусства XVIII—XIX веков, коллекцию русской живописи и графики конца XIX — начала XX веков. Особенно ценна коллекция русского авангарда начала XX века. Музейное собрание включает в себя и советское искусство 1920—1970-х годов.
Кроме основной экспозиции, музей ежегодно проводит выставки из коллекций российских и зарубежных музеев.

## Галерея

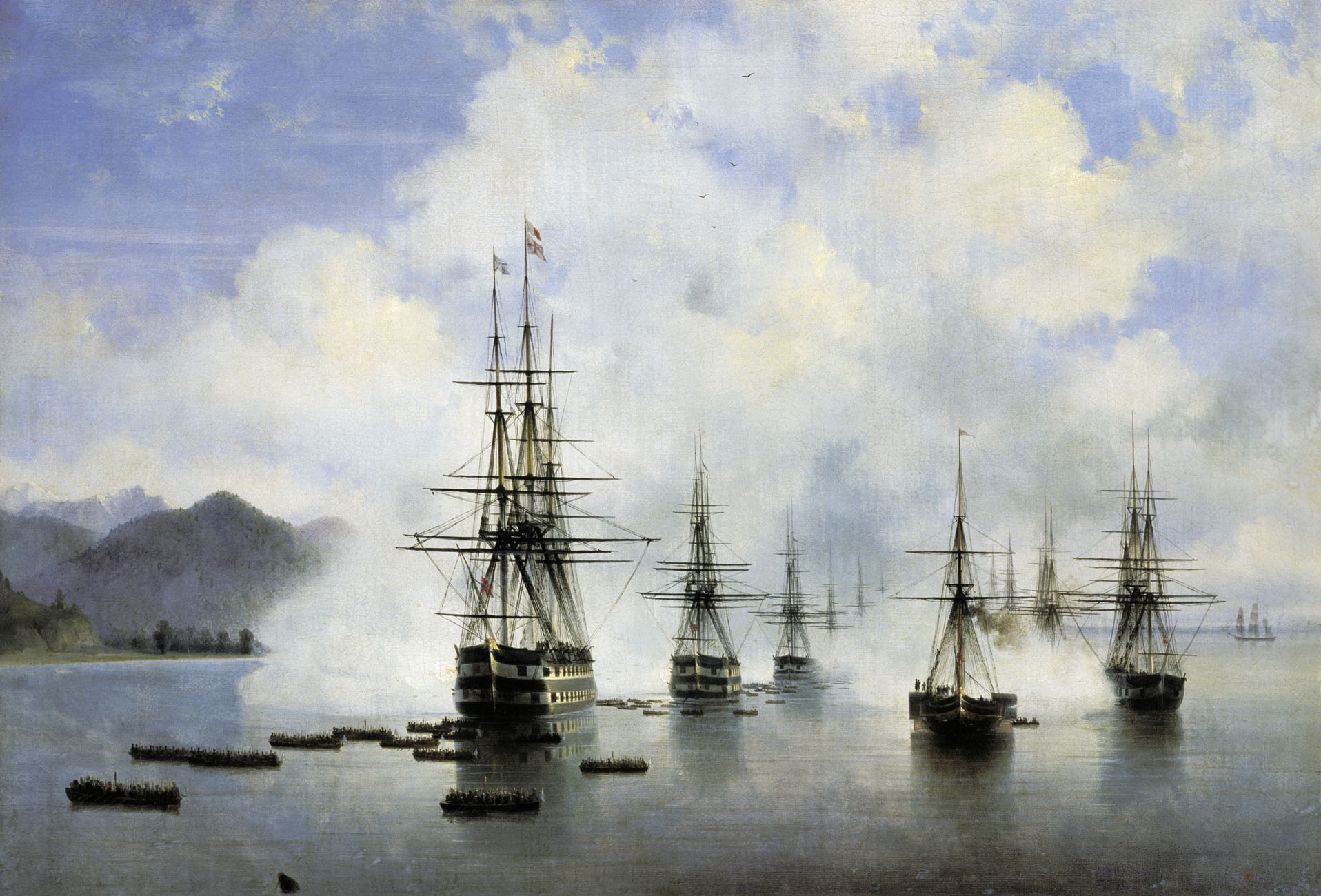
Айвазовский И.К. «Десант Н.Н. Раевского в Субаши» (1839)
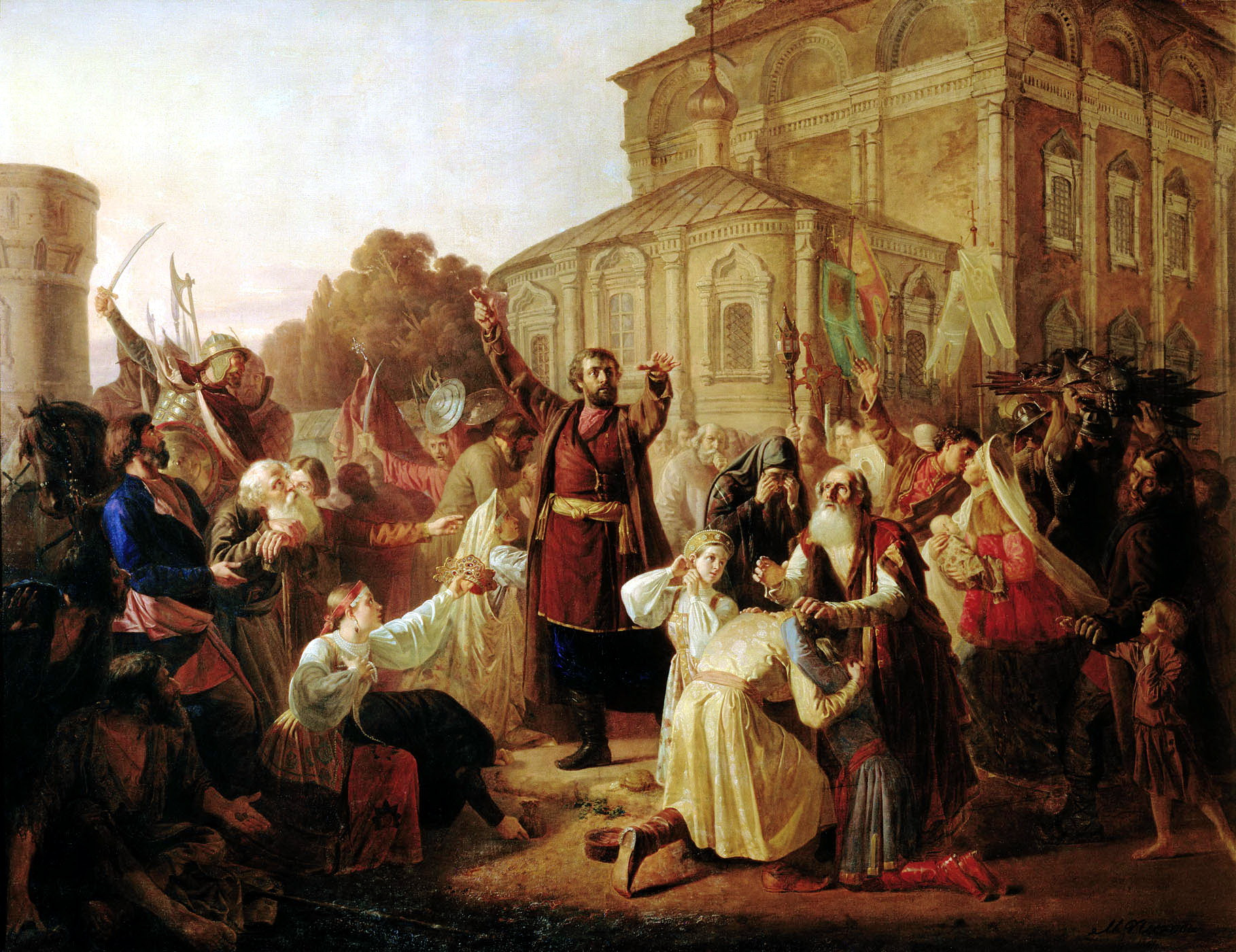
Песков М.И. «Воззвание к нижегородцам гражданина Минина» (1861)
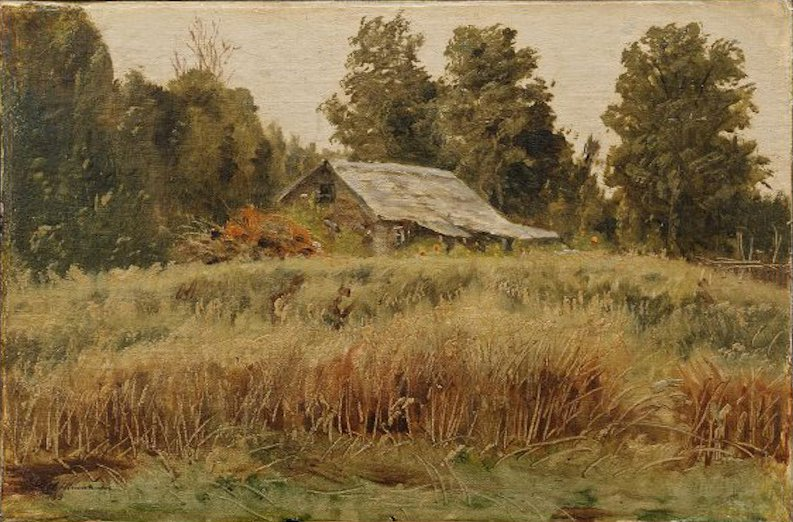
Шишкин И.И. «Домик на опушке» (около 1863)
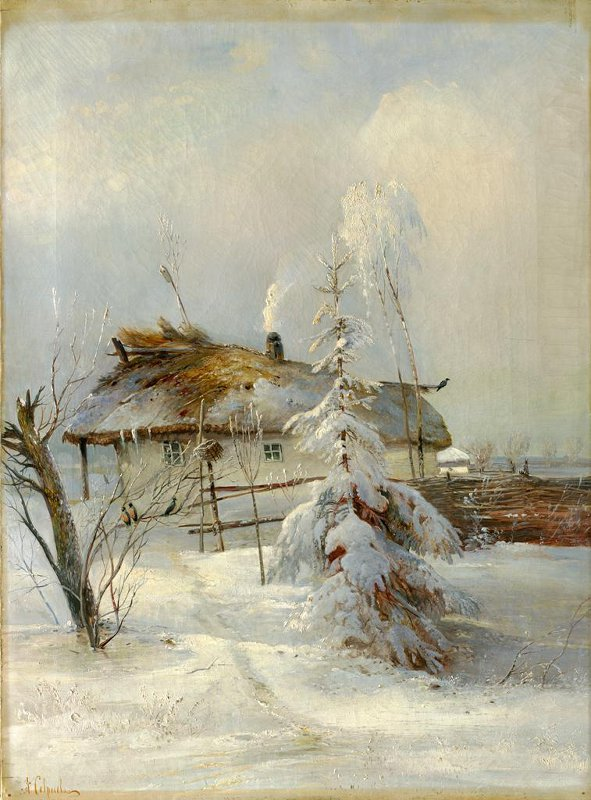
Саврасов А.К. «Зима» (1873)
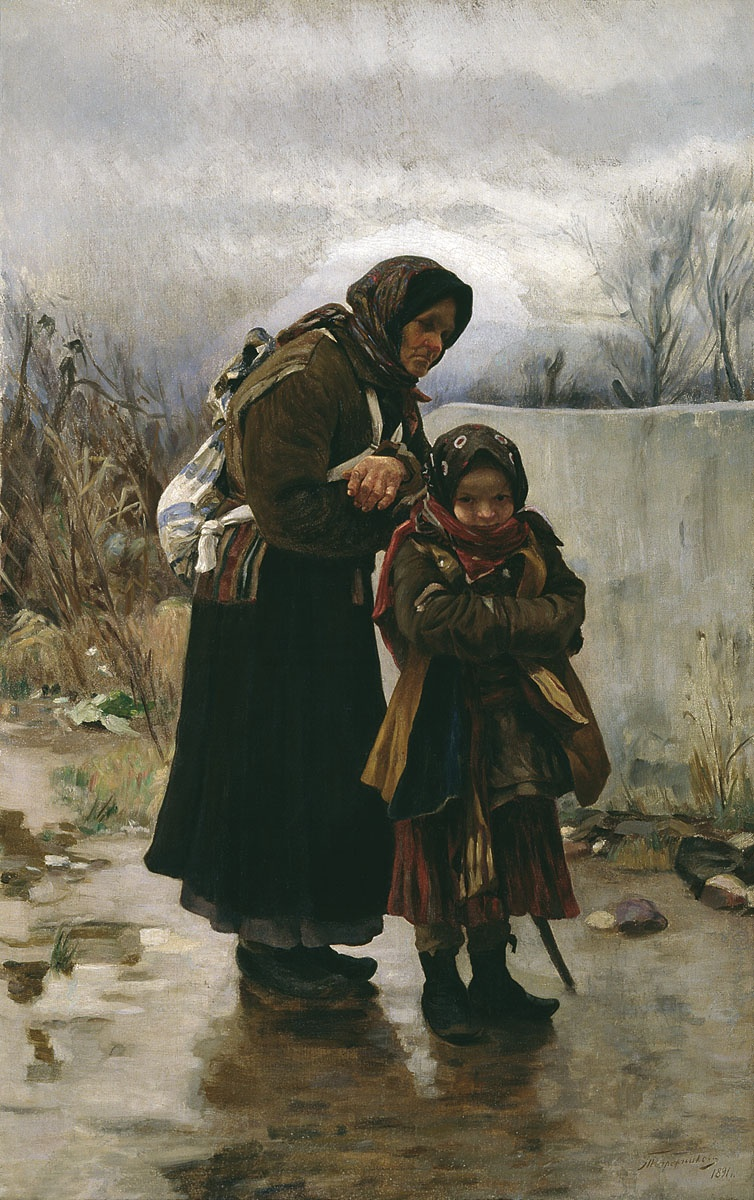
Творожников И.И. «Бабушка и внучка» (1891)
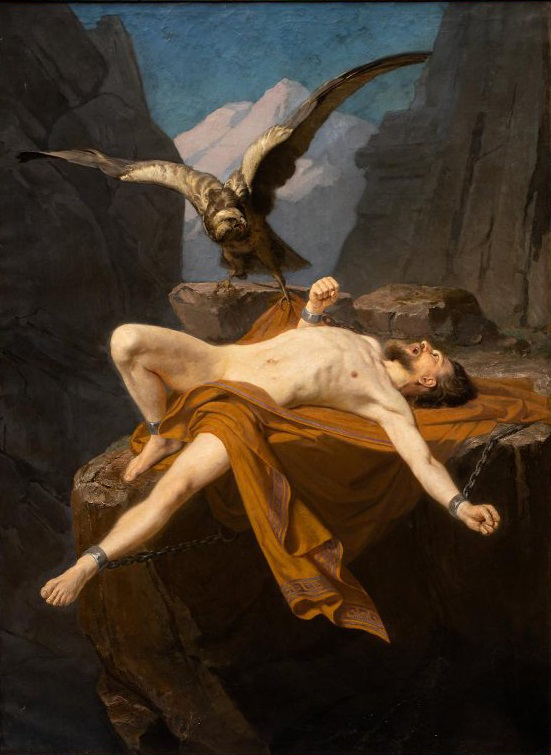
Вениг П.К. «Прометей прикованный» (1892)
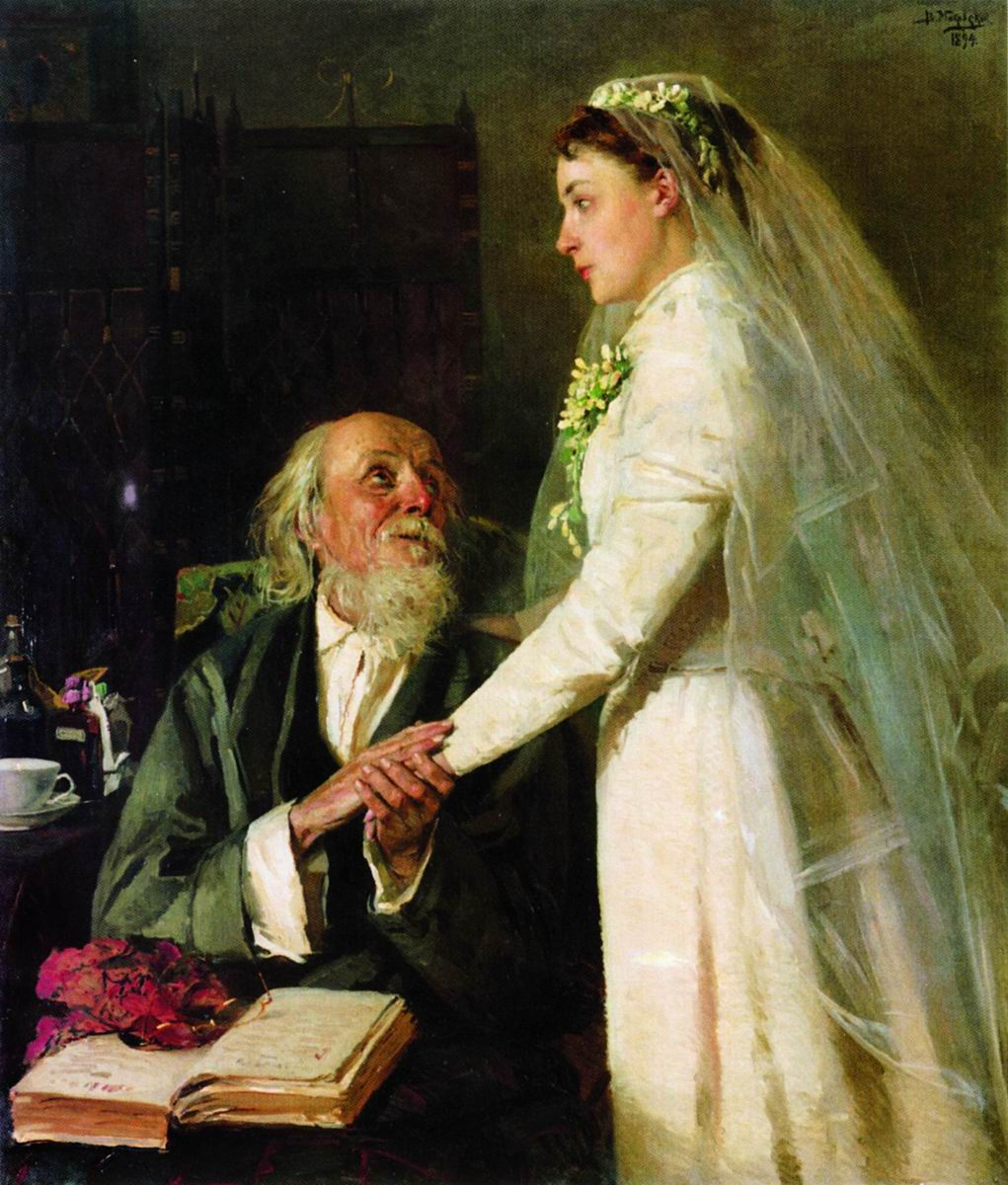
Маковский В.Е. «К венцу (Прощание)» (1894)
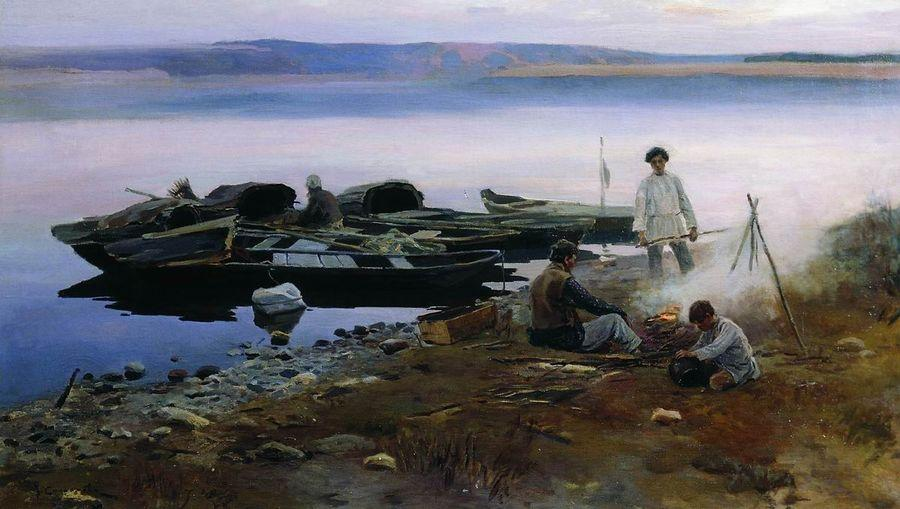
Степанов А.С. «На Волге» (1897)
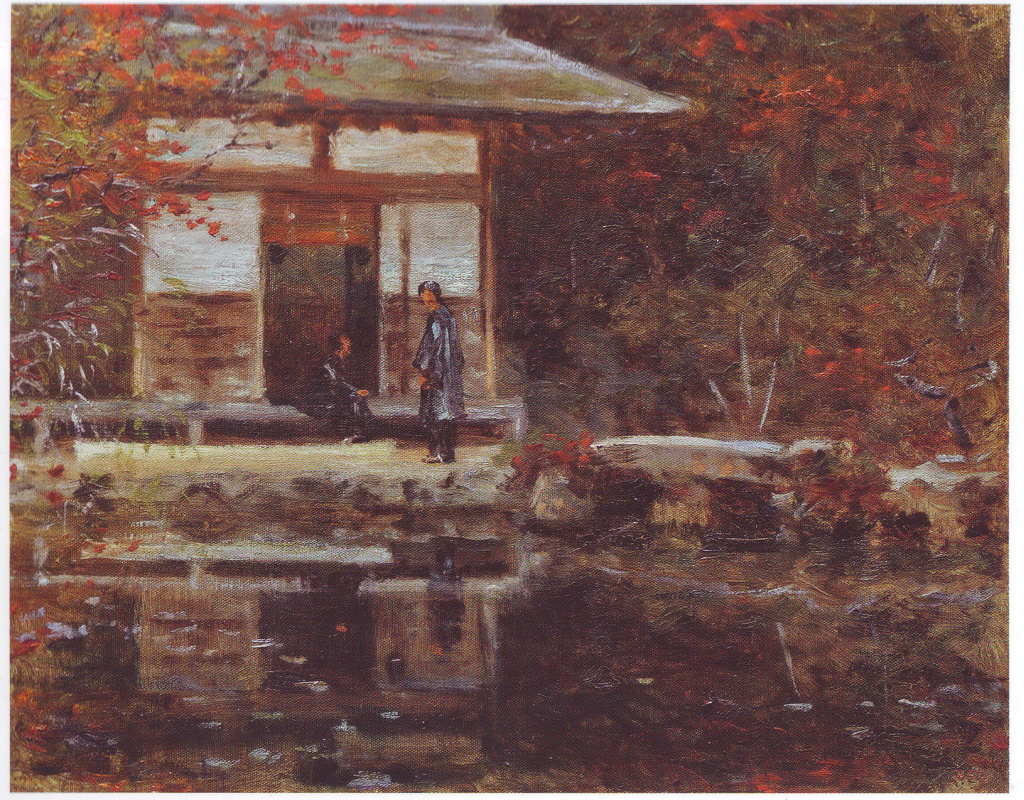
Верещагин В.В. «Японский домик» (1903)
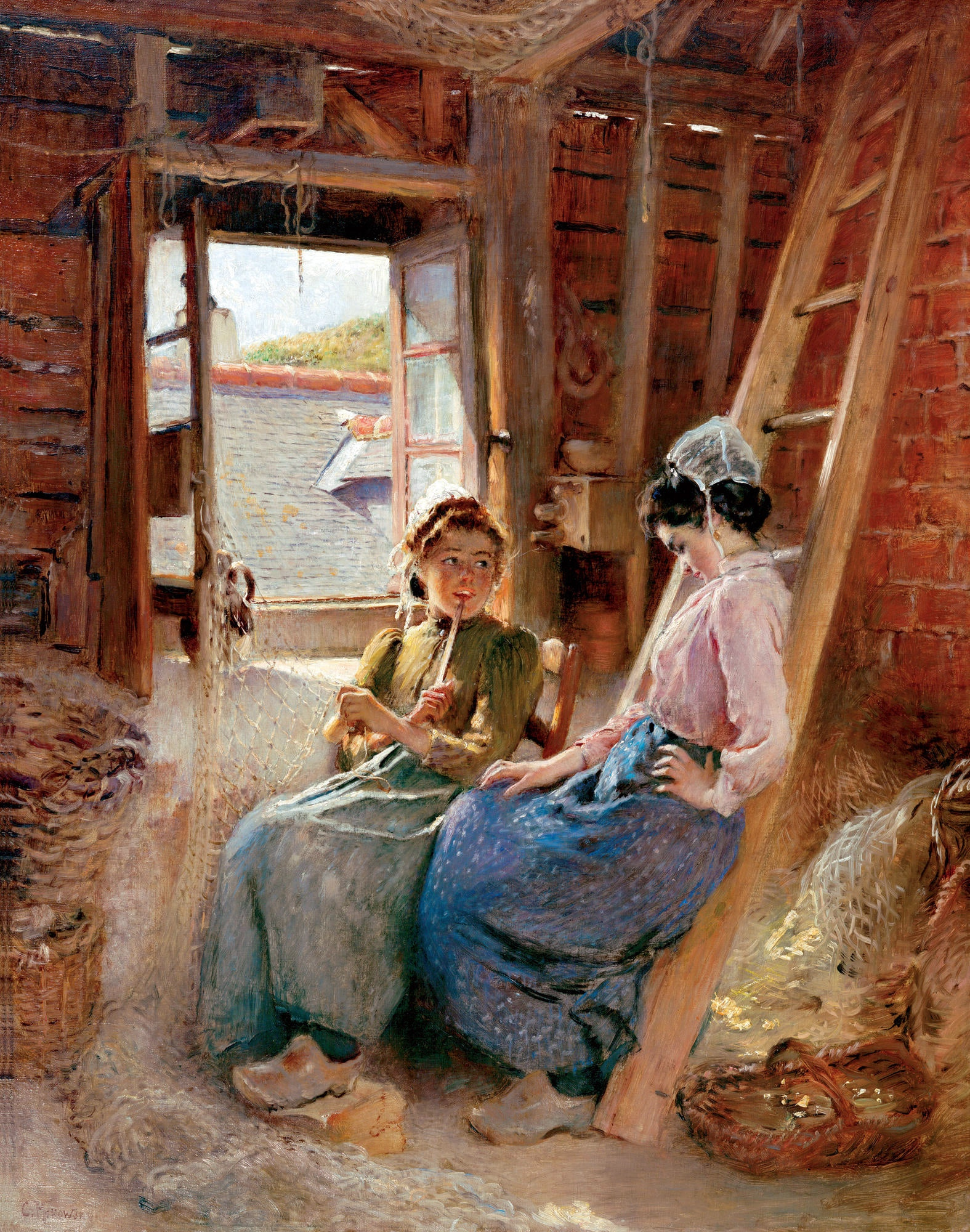
Маковский К.Е. «Бретонки (Рыбачки)» (1904)
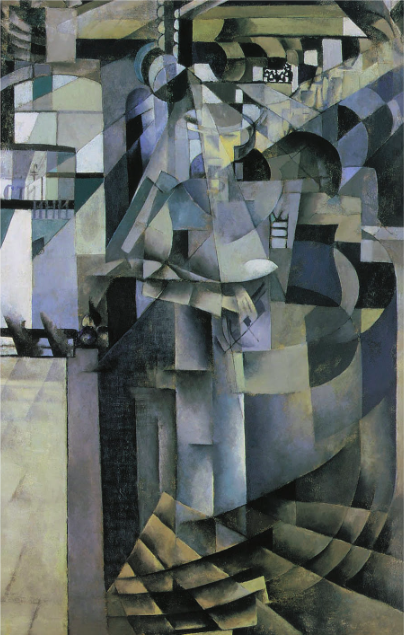
Малевич К.С. «Жизнь в Гранд Отеле» (1913)
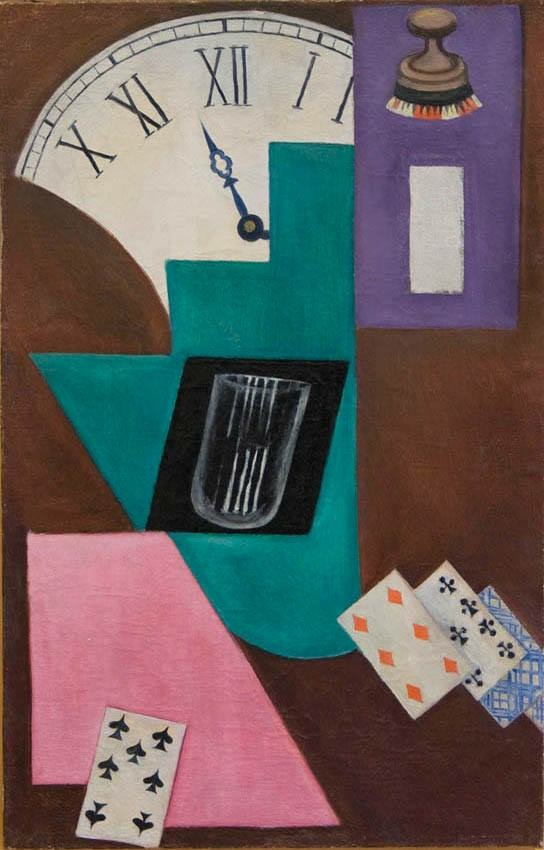
Розанова О.В. «Часы и карты» (1915)
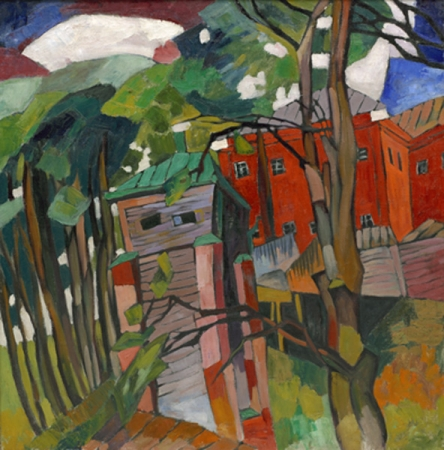
Лентулов А.В. «Пейзаж с красным домом» (1917)
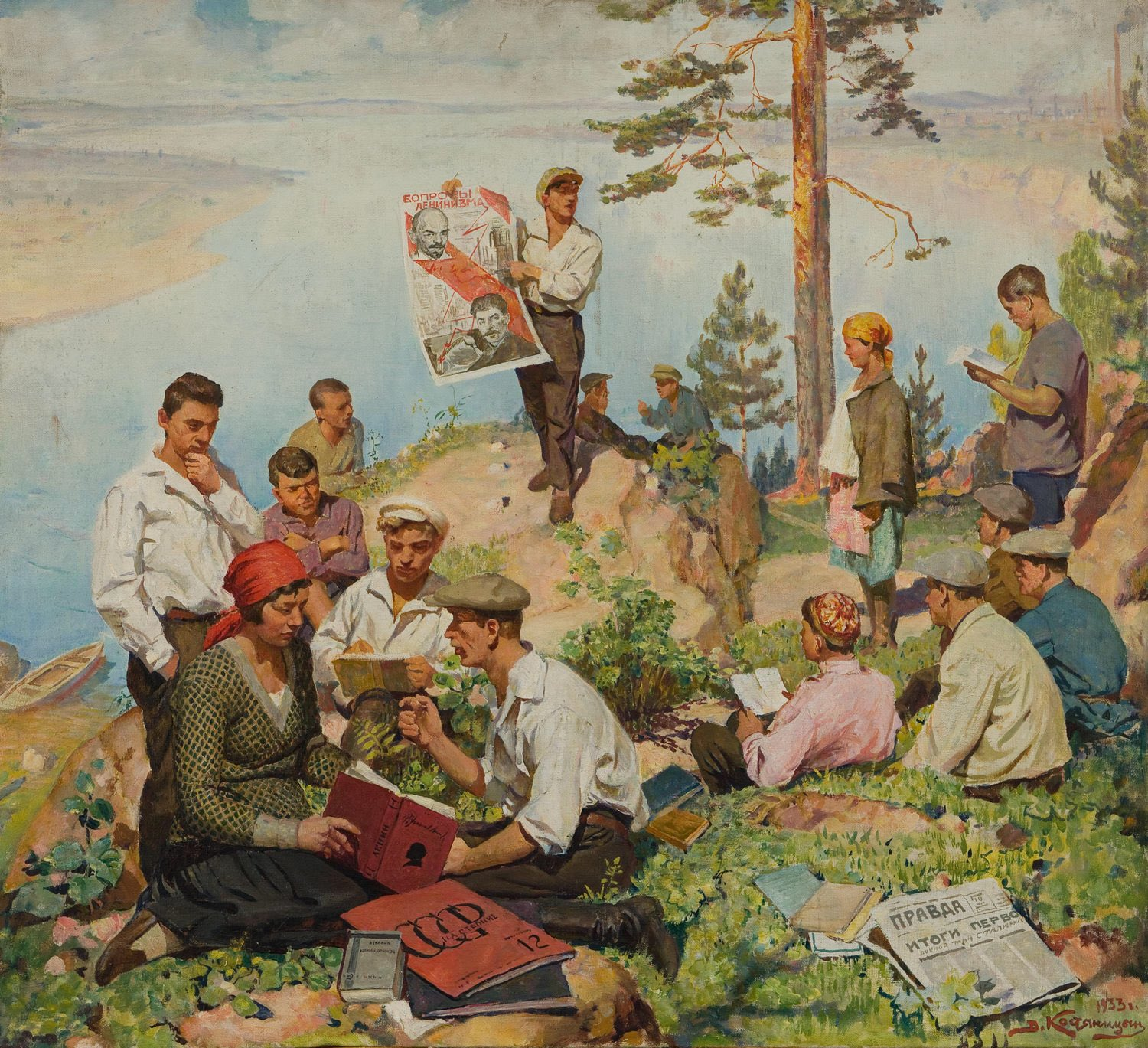
Костяницын В.Н. «Маевка» (1933)
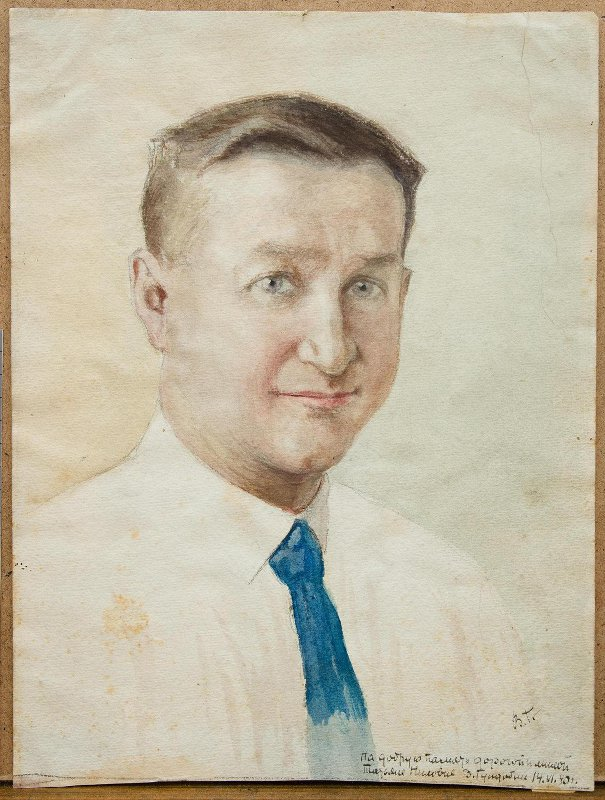
Гундобин В.В. «Портрет Барковского» (1940)